# Модель Рікера
У теорії хаосу (а саме, в динаміці популяцій), модель Рікера — модель зростання популяції. Названо на честь Білла Рікера, який запропонував її 1954 року.

## Визначення
Модель Рікера описує кількість особин у дискретний момент часу {\displaystyle t+1} залежно від кількості особин {\displaystyle N} попереднього покоління на момент часу {\displaystyle t}:
{\displaystyle N_{t+1}=N_{t}e^{r\left(1-{\frac {N_{t}}{k}}\right)}}
Параметр {\displaystyle r} інтерпретується як внутрішня швидкість зростання популяції, а {\displaystyle k} — як біологічна ємність середовища. Ця модель може розглядатися як граничний випадок моделі Гасселя {\displaystyle N_{t+1}=k_{1}{\frac {N_{t}}{(1-k_{2}N_{t})^{c}}}}.

## Аналіз
Розрахунки показують, що:
- при {\displaystyle 0<r\leq 2} населення буде прямувати до одного певного значення;
- при {\displaystyle 2<r\leq 2.692} населення буде нескінченно коливатися в періодичному циклі;
- при {\displaystyle r>2.692} зміна популяції матиме хаотичний характер, маючи циклічний період.

Таким чином, популяція, зростання якої змодельовано відповідно до моделі Рікера, матиме схожу, періодичну або хаотичну поведінку залежно від параметрів.

## Застосування
Модель Рікера використовували в рибному промислі для прогнозування динаміки популяцій риб.

## Варіанти
Запропоновано кілька моделей, заснованих на моделі Рікера, зокрема для розрахунку конкуренції за ресурси (конкуренція за рахунок експлуатації).